# 시베차역
시베차역(일본어: 標茶駅)은 일본 홋카이도 가와카미 군 시베차정에 위치한 홋카이도 여객철도 센모 본선의 철도역이다. 역 번호는 B61이며, 단선 · 섬식의 형태를 합친 2면 3선 구조의 복합 승강장을 갖춘 지상역이다.

## 역 주변
- 국도 제274호선 · 국도 제379호선
- 시베차 정청
- 호쿠요 은행 시베차 지점

## 역사
- 1927년 9월 15일 : 일본국유철도의 역으로서 개업. 일반역. 하마쿠시로 기관고 시베차 주박소 설치.
- 1929년 8월 15일 : 이 역 - 데시카가 역까지 연신 개업.
- 1936년 10월 29일 : 시베쓰 선 개업.
- 1937년 10월 30일 : 시베차 주박소가 구시로 기관구 시베차 지구가 된다.
- 1958년 10월 1일 : 구시로 기관구 시베차 지구가 폐지.
- 1969년 2월 1일 : 시베차 기관구 설치.
- 1974년 12월 10일 : 역사 개축.
- 1983년 5월 20일 : 화물 취급 폐지.
- 1984년 2월 1일 : 소화물 취급 폐지. 시베차 기관구가 구시로 기관구 시베차 주박소가 된다.
- 1987년 4월 1일 : 일본국유철도 분할 민영화에 의해, 홋카이도 여객철도가 승계.
- 1989년 4월 30일 : 시베쓰 선 폐지.
- 1997년 10월 1일 : 업무 위탁화.
- 1999년 12월 22일 : 역내 리뉴얼.

## 인접 역
| 홋카이도 여객철도 센모 본선   | 홋카이도 여객철도 센모 본선 | 홋카이도 여객철도 센모 본선     |
| ----------------------------- | --------------------------- | ------------------------------- |
| B 62 이소분나이 아바시리 방면 | ■ 센모 본선                 | 가야누마 B 59 히가시쿠시로 방면 |